# Henne
Henne er et sommerhusområde i Henne Sogn i Varde Kommune i Danmark, som befinder sig omkring den gamle bebyggelse af samme navn.
Vest for ligger sommerhusområdet Henne Strand, øst for er Henne Stationsby og Henne Kirkeby med Henne Kirke og Henne Kirkeby Kro. På vejen til Kirkebyen er Hennegård.

## Reference
1. ↑  Danmarks Statistik: Statistikbanken Tabel BY1: Folketal 1. januar efter byområde, alder og køn